# Corrent en jet

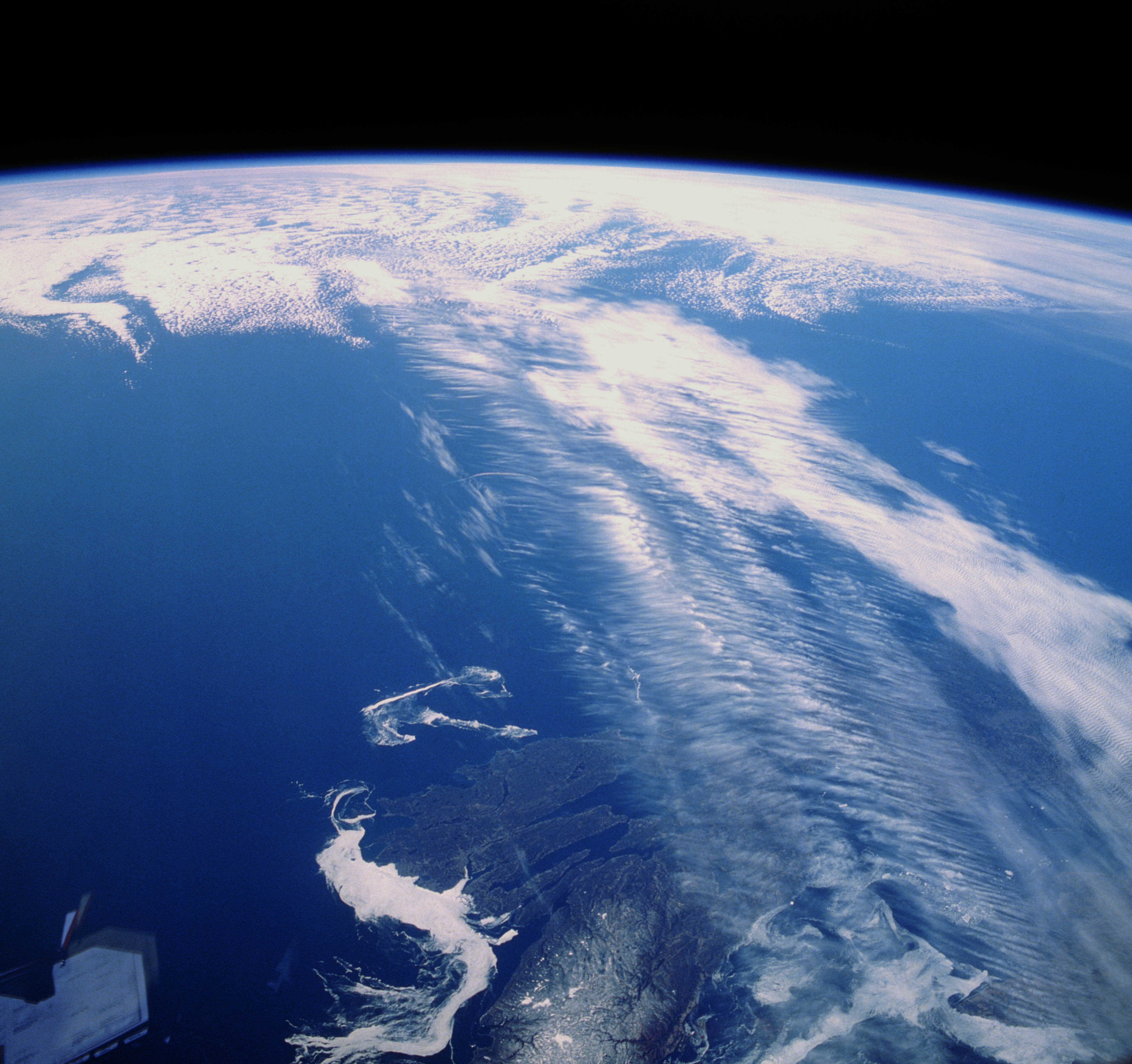
Núvols al llarg d'un corrent en jet sobre Canadà.

Els corrents en jet (en anglès: jet stream) són uns corrents d'aire ràpids, estrets, i serpentejants que hi ha en les atmosferes d'alguns planetes, incloent la Terra. A la Terra, els corrents en jet més importants es troben prop de l'altitud de la tropopausa i flueixen de l'oest cap a l'est. Poden arrencar, parar, o dividir-se en dues o més parts, combinar-se en un sol corrent, o fluir en diverses direccions, incloent direccions oposades a la direcció de la resta del corrent en jet.

## Visió general
Els corrents en jet més forts són els jets polars, de 9 a 12 km (5,6–7,5 mi; 30.000–39.000 peus) sobre el nivell del mar, i a latitud més alta i els jets subtropicals, una mica més febles a 10–16 km (6,2–9,9 mi; 33.000–52.000 peus). L'hemisferi nord i l'hemisferi sud tenen cadascun un jet polar i un jet subtropical. El jet polar de l'hemisferi nord flueix per les latituds mitjanes i nord d'Amèrica del Nord, Europa i Àsia i els seus oceans intermedis, mentre que el jet polar de l'hemisferi sud fa la volta principalment al voltant de l'Antàrtida, tots dos durant tot l'any.
Els corrents en jet són el producte de dos factors: l'escalfament atmosfèric per radiació solar que produeix les cèl·lules de circulació polar, Ferrel i Hadley a gran escala, i l'acció de la força de Coriolis que actua sobre aquestes masses en moviment. La força de Coriolis s'origina per la rotació del planeta sobre el seu eix. En altres planetes, és la calor interna més que la calefacció solar qui genera els seus corrents en jet. El jet polar es forma prop de la interfície de les cèl·lules de circulació polar i Ferrel; el jet subtropical es forma prop del límit de les cèl·lules de circulació de Ferrel i Hadley.
També existeixen altres corrents en jet. Durant l'estiu de l'hemisferi nord, els jets orientals es poden formar a les regions tropicals, on normalment l'aire sec troba més aire humit a gran altitud. Els jets de baix nivell també són típics de diverses regions com el centre dels Estats Units. També hi ha corrents en jet a la termosfera.
Els meteoròlegs utilitzen la ubicació d'alguns dels corrents en jet com a ajuda en la predicció del temps. La principal rellevància comercial dels corrents en jet es troba en els viatges aeris, ja que el temps de vol es pot veure afectat dràsticament si el sentit del vol és a favor del flux o en contra. En general les companyies aèries malden per a fer coincidir els vols "amb" el corrent en jet a fi d'obtenir un important estalvi de temps i de combustible. Les vies dinàmiques de l'Atlàntic Nord són un exemple de com les companyies aèries i el control del trànsit aeri treballen junts per a adaptar-se al corrent en jet i als vents en altura; això ofereix el màxim benefici a les companyies aèries i altres usuaris. La turbulència de l'aire clar, un perill potencial per a la seguretat dels passatgers de l'avió, es troba sovint a les proximitats d'un corrent en jet, però no crea una alteració substancial en els temps de vol.

## Descobriment
Els primers indicis d'aquest fenomen van venir del professor nord-americà Elias Loomis a la dècada del 1800, quan va proposar un potent corrent d'aire a l'atmosfera superior que bufava d'oest a est a través dels Estats Units com a explicació del comportament de les grans tempestes. Després de l'erupció del volcà Krakatoa de 1883, els observadors del temps van fer un seguiment i van mapejar els efectes sobre el cel durant diversos anys. Van titllar el fenomen de "corrent de fum equatorial". A la dècada de 1920, un meteoròleg japonès, Wasaburo Oishi, va detectar el corrent en jet des d'un lloc prop del mont Fuji. Va seguir els globus pilot, també coneguts com a pibals (globus utilitzats per a determinar els vents de nivell superior), mentre pujaven a l'atmosfera. Desgraciadament l'obra d'Oishi va passar en gran part desapercebuda fora del Japó perquè es va publicar en esperanto.
El pilot nord-americà Wiley Post, el primer home que va volar pel món en solitari l'any 1933, sovint s'associa amb el descobriment dels corrents en jet. Post va inventar un vestit a pressió que li permetia volar per sobre dels 6,200 metres (20,300 ft). L'any abans de la seva mort, Post va fer diversos intents de vol transcontinental a gran altitud i es va adonar que de vegades la seva velocitat de terra superava molt la seva velocitat aèria. S'atribueix al meteoròleg alemany Heinrich Seilkopf l'encunyació el 1939 d'un terme especial, Strahlströmung (literalment "corrent en jet "), per al fenomen. Moltes fonts atribueixen la comprensió real de la naturalesa dels corrents en jet als nombrosos vols, per exemple, entre els EUA i el Regne Unit, durant la Segona Guerra Mundial. Els aviadors notaven habitualment vents de cua de l'oest superiors a 160 km/h (100 mph). De la mateixa manera, el 1944, un equip de meteoròlegs nord-americans a Guam, entre els quals Reid Bryson, va tenir prou observacions per a pronosticar vents de l'oest molt intensos que alentirien els bombarders nord-americans que anaven rumb al Japó.

## Descripció

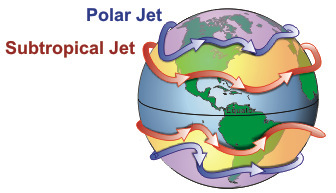
Configuració general dels corrents en jet polar i subtropical

Secció transversal dels corrents en jet subtropical i polar per latitud

Els corrents en jet polar es troben normalment a prop del nivell de pressió de 250 hPa (aproximadament 1/4 d'atmosfera), és a dir, de 7 a 12 quilometres (23,000 a 39,000 ft) sobre el nivell del mar, mentre que els corrents en jet subtropicals, més febles, són molt més alts, entre 10 i 16 quilometres (33,000 i 52,000 ft). Els corrents en jet segueixen trajectòries ondulades, tant lateralment com en alçada. Es formen prop de trencaments a la tropopausa, a les transicions entre les cèl·lules de circulació polar, Ferrel i Hadley, la circulació de les quals, amb la força de Coriolis actuant sobre aquestes masses, impulsa els corrents en jet. El jet polar, que circula a menor altitud, i sovint s'atansa a latituds mitjanes, afecta molt el temps i l'aviació. El corrent en jet polar es troba habitualment en latituds entre 30° i 60° (més a prop dels 60°), mentre que els corrents en jet subtropicals es troben a prop dels 30° de latitud. Aquests dos jets es fusionen en alguns llocs i moments, mentre que en altres ocasions estan ben separats. Es diu que el corrent en jet polar del nord "segueix el sol" mentre migra lentament cap al nord a mesura que aquest hemisferi s'escalfa, i cap al sud de nou quan es refreda.
Un corrent en jet sol tenir una amplada d'uns quants centenars de quilòmetres, mentre que el seu gruix vertical normalment no arriba a 5 quilometres (16,000 peus).
Tot i tenir llargues distàncies de continuïtat, en els corrents en jet les discontinuïtats no són rares. La trajectòria del jet sol tenir una forma serpentejant i els meandres es propaguen cap a l'est a velocitats més baixes que la del vent real dins del flux. Cada gran meandre es coneix com ona de Rossby (ona planetària). Les ones de Rossby són causades per canvis en l'efecte Coriolis amb la latitud. Les depressions (o zones de baixes pressions) d'ona curta són ones d'escala més petita superposades damunt de les ones Rossby, d'una escala de 1,000 a 4,000 quilòmetres de llarg, que es mouen a través del flux principal d'ona llarga, les "crestes" i les "depressions" dins de les ones Rossby. Els corrents en jet es poden trencar en dos quan troben una zona de baixes pressions, que desvia una porció del corrent en jet sota la seva base, mentre que la resta del jet es mou cap al seu nord.
Les velocitats del vent són més altes quan les diferències de temperatura entre les masses d'aire són més grans, i sovint superen els 92 km/h (50 kn; 57 mph). S'han mesurat velocitats de 400 km/h (220 kn; 250 mph)
El corrent en jet es mou d'oest a est provocant canvis de temps. Els meteoròlegs ara entenen que la trajectòria dels corrents en jet afecta els sistemes de tempestes ciclòniques a nivells més baixos de l'atmosfera, de manera que el coneixement del seu curs s'ha convertit en una part important de la previsió meteorològica. Per exemple, el 2007 i el 2012, Gran Bretanya va patir greus inundacions com a conseqüència de la retenció del jet polar al sud durant l'estiu.

## Causa

Representació altament idealitzada de la circulació global. Els jets de nivell superior tendeixen a fluir latitudinalment al llarg dels límits de la cel·la.

En general, els vents són més forts immediatament sota la tropopausa (excepte localment, durant els tornados, els ciclons tropicals o altres situacions anòmales). Si dues masses d'aire de diferents temperatures o densitats es troben, la diferència de pressió resultant causada per la diferència de densitat (que en última instància provoca el vent) és més alta dins de la zona de transició. El vent no flueix directament de la zona calenta a la freda, sinó que és desviat per l'efecte Coriolis i flueix al llarg del límit de les dues masses d'aire.
Tots aquests fets són conseqüències de la relació tèrmica del vent. L'equilibri de forces que actuen sobre una parcel·la d'aire atmosfèric en direcció vertical es troba principalment entre la força gravitatòria que actua sobre la massa de la parcel·la i la força de flotabilitat, o la diferència de pressió entre les superfícies superior i inferior de la parcel·la. Qualsevol desequilibri entre aquestes forces provoca l'acceleració de la parcel·la en la direcció del desequilibri: cap amunt si la força de flotació supera el pes, i cap avall si el pes supera la força de flotabilitat. L'equilibri en la direcció vertical s'anomena hidroestàtic. Més enllà dels tròpics, les forces dominants actuen en direcció horitzontal, i la lluita principal és entre la força de Coriolis i la força del gradient de pressió. L'equilibri entre aquestes dues forces es coneix com a geostròfic. Donat l'equilibri hidroestàtic i geostròfic, es pot derivar la relació del vent tèrmic: el gradient vertical del vent horitzontal és proporcional al gradient de temperatura horitzontal. Si dues masses d'aire, una freda i densa al nord i l'altra calenta i menys densa al sud, estan separades per un límit vertical i aquest límit s'ha d'eliminar, la diferència de densitats farà que la massa d'aire fred llisqui per sota del massa d'aire més calenta i menys densa. L'efecte Coriolis farà que la massa que es mou cap als pols es desvii cap a l'est, mentre que la massa que es mou cap a l'equador es desvii cap a l'oest. La tendència general a l'atmosfera és que les temperatures disminueixin en la direcció dels pols. Com a resultat, els vents desenvolupen un component est i aquest component creix amb l'altitud. Per tant, els forts corrents en Jet que es mouen cap a l'est són en part una simple conseqüència del fet que l'equador és més càlid que els pols nord i sud.

### Corrent en jet polar
La relació tèrmica del vent no explica per què els vents s'organitzen en Jets ajustats, en lloc de distribuir-se més àmpliament per l'hemisferi. Un factor que contribueix a la creació d'un jet polar concentrat és el reducció de les masses d'aire subtropical per les masses d'aire polar més denses al front polar. Això provoca un fort gradient de pressió nord-sud (vorticitat potencial sud-nord) en el pla horitzontal, un efecte que és més significatiu durant els esdeveniments de trencament de l'ona de Rossby doble. A gran alçada, la manca de fricció permet que l'aire respongui lliurement al fort gradient de pressió amb baixa pressió a gran altitud sobre el pol. Això dona lloc a la formació de circulacions de vent planetàries que experimenten una forta deflexió de Coriolis i, per tant, es poden considerar "quasi-geostròfiques". El corrent en jet frontal polar està íntimament lligat al procés de frontogènesi a les latituds mitjanes, ja que l'acceleració/desacceleració del flux d'aire indueix zones de baixa/alta pressió respectivament, que s'enllaçen amb la formació de ciclons i anticiclons al llarg del front polar en un espai relativament estret. regió.

### Jet subtropical
Un segon factor que contribueix a un jet concentrat és més aplicable al jet subtropical que es forma al límit dels pols de la cèl·lula tropical de Hadley, i en primer ordre aquesta circulació és simètrica respecte a la longitud. L'aire tropical puja fins a la tropopausa i es mou cap als pols abans d'enfonsar-se; aquesta és la circulació de les cèl·lules de Hadley. En fer-ho, tendeix a conservar el moment angular, ja que la fricció amb el terra és lleugera. Les masses d'aire que comencen a moure's cap als pols són desviades cap a l'est per la força de Coriolis (és cert per a qualsevol dels dos hemisferis), que per a l'aire en moviment cap als pols implica un augment de la component oest dels vents (tingueu en compte que la desviació és cap a l'esquerra a l'hemisferi sud).

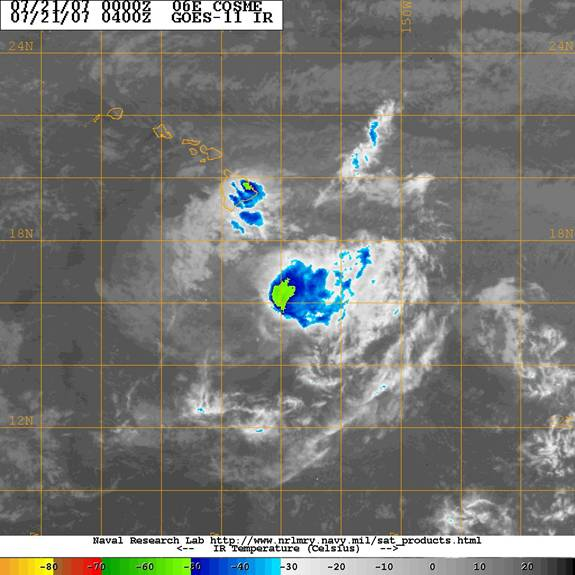
Huracà Flossie sobre Hawaii el 2007. Cal tenir en compte la gran banda d'humitat que es va desenvolupar a l'est de l'illa de Hawaii que va venir de l'huracà.

## Alguns efectes

### Protecció contra huracans
Es creu que el corrent en jet subtropical que envolta la base de la zona de baixes pressions superior de l'oceà mitjà és una de les causes que la majoria de les illes hawaianes hagin estat resistents a la llarga llista d'huracans de Hawaii que se'ls han acostat. Per exemple, quan l'huracà Flossie (2007) es va acostar i es va dissipar just abans d'arribar a terra, l'Administració Nacional Oceànica i Atmosfèrica dels EUA (NOAA) va citar la cisalla vertical del vent, tal com es mostra a la foto.

## Utilització
A la Terra el jet polar nord és el més important, tant per a l'aviació com per a la previsió meteorològica, ja que és molt més potent i circula a una altitud més baixa que els corrents en jet subtropicals. A més, cobreix més països de l'hemisferi nord que el jet polar sud, que envolta principalment l'Antàrtida i de vegades l'extrem sud d'Amèrica del Sud. Per això quan es parla de corrent en jet sense especificar més, se sol referir al jet polar nord.

### Aviació

Vols entre Tòquio i Los Angeles amb el corrent en jet cap a l'est i una ruta circular en direcció oest.

La ubicació del corrent en jet és extremadament important per a l'aviació. L'ús comercial del corrent en jet va començar el 18 de novembre de 1952, quan Pan Am va volar de Tòquio a Honolulu a una altitud de 7,600 metres (24,900 ft). Va reduir el temps del viatge en més d'un terç, de 18 a 11,5 hores. No només redueix la durada del vol, sinó que també suposa un estalvi de combustible per a la indústria aèria. A Amèrica del Nord, el temps necessari per a volar cap a l'est a través del continent es pot reduir en uns 30 minuts si un avió pot volar amb el corrent en jet o, al contrari, augmentar en aquesta durada si ha de volar cap a l'oest en contra del corrent.
Associat amb els corrents en jet hi ha un fenomen conegut com a turbulència d'aire clar (CAT), provocat per la cisalla del vent vertical i horitzontal causada per corrents en jet. El CAT és més fort al costat de l'aire fred del jet, al costat i just sota l'eix del jet. La turbulència d'aire clar pot provocar que l'avió perdi alçada sobtadament, circumstància que representa un perill per a la seguretat dels passatgers i que ha arribat a provocar accidents mortals, com ara la mort d'un passatger del vol 826 de United Airlines.

### Possible generació d'energia en el futur
Els científics estan investigant maneres d'aprofitar l'energia eòlica dins del corrent en jet. Segons una estimació de l'energia eòlica potencial en el corrent en Jet, només es necessitaria un un per cent per satisfer les necessitats energètiques actuals del món. Segons els informes, la tecnologia necessària trigaria entre 10 i 20 anys a desenvolupar-se. Hi ha dos articles científics importants però divergents sobre la potència del corrent en Jet. Archer i Caldeira afirmen que els corrents en Jet de la Terra podrien generar una potència total de 1700 terawatts (TW) i que l'impacte climàtic d'aprofitar aquesta quantitat seria insignificant. Tanmateix, Miller, Gans i Kleidon afirmen que els corrents en Jet podrien generar una potència total de només 7,5 TW i que l'impacte climàtic seria catastròfic.

### Atac aeri sense motor
Cap al final de la Segona Guerra Mundial, des de finals de 1944 fins a principis de 1945, el Japó va dissenyar la bomba de globus Fu-Go, un tipus de globus de foc, com una arma barata basada en aprofitar el corrent en jet sobre l'oceà Pacífic per a arribar a la costa oest del Canadà i dels Estats Units. Relativament ineficaces com a armes, van ser utilitzades en un dels pocs atacs a Amèrica del Nord durant la Segona Guerra Mundial, causant sis morts i una petita quantitat de danys. Tanmateix en aquell moment els japonesos eren líders mundials en la investigació d'armes biològiques: l'Institut Noborito, de l'Exèrcit Imperial japonès, va conrear àntrax i Yersinia pestis i va produir prou virus de la verola bovina per a infectar tots els Estats Units. El desplegament d'aquestes armes biològiques en globus de foc es va planificar el 1944. L'emperador Hirohito, però, no va permetre la utilització d'armes biològiques sobre la base d'un informe de l'oficial d'estat major del president Umezu el 25 d'octubre de 1944. En conseqüència la guerra biològica amb globus Fu-Go no va arribar a néixer.

## Canvis deguts als cicles climàtics

### Efectes de l'ENSO

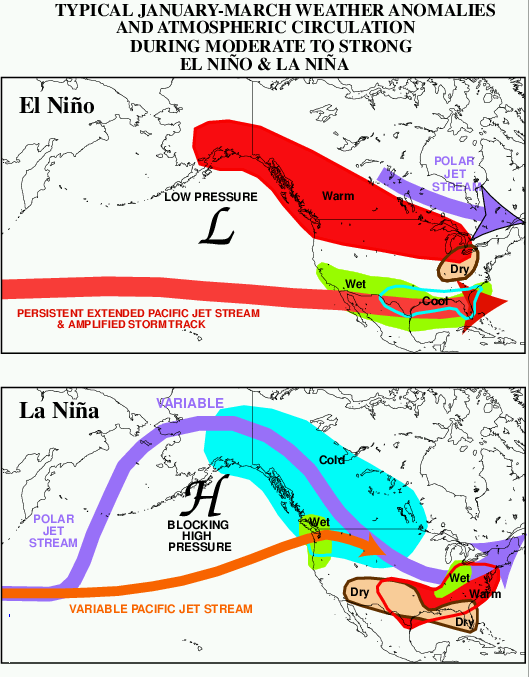
Impacte de El Niño i La Niña a Amèrica del Nord

El Niño-Oscil·lació del Sud (ENSO) influeix en la ubicació mitjana dels corrents en Jet de nivell superior i provoca variacions cícliques en la precipitació i la temperatura a Amèrica del Nord, a més d'afectar el desenvolupament dels ciclons tropicals a les conques del Pacífic oriental i de l'Atlàntic. En combinació amb l'oscil·lació decenal del Pacífic, ENSO també pot afectar les pluges de l'estació freda a Europa. Els canvis en ENSO també canvien la ubicació del corrent en Jet a Amèrica del Sud, la qual cosa afecta parcialment la distribució de les precipitacions al continent.

### El Niño
Durant els esdeveniments d'El Niño, s'espera un augment de les precipitacions a Califòrnia a causa d'una ruta de tempesta més al sud, zonal. Durant la porció de Niño de l'ENSO, l'augment de la precipitació cau al llarg de la costa del Golf i el sud-est a causa d'un corrent en jet polar més fort del normal i més al sud. Les nevades són superiors a la mitjana a les muntanyes del sud de les Muntanyes Rocoses i Sierra Nevada, i estan molt per sota del normal als estats de l'Upper Midwest i dels Grans Llacs. El nivell nord dels 48 inferiors presenta temperatures per sobre de les normals durant la tardor i l'hivern, mentre que la costa del Golf experimenta temperatures per sota de les normals durant la temporada d'hivern. El corrent en Jet subtropical a través dels tròpics profunds de l'hemisferi nord es millora a causa de l'augment de la convecció al Pacífic equatorial, que disminueix la ciclogènesi tropical dins dels tròpics de l'Atlàntic per sota del que és normal, i augmenta l'activitat dels ciclons tropicals al Pacífic oriental. A l'hemisferi sud, el corrent en Jet subtropical es desplaça cap a l'equador, o al nord, de la seva posició normal, la qual cosa desvia els sistemes frontals i els complexos de tempestes d'arribar a les parts centrals del continent.

### La Niña
A tota Amèrica del Nord durant La Niña, l'augment de la precipitació es desvia cap al nord-oest del Pacífic a causa d'una pista de tempesta més al nord i un corrent en Jet. La pista de la tempesta es desplaça prou cap al nord per portar condicions més humides del normal (en forma d'augment de nevades) als estats del mig oest, així com estius calorosos i secs. Les nevades són superiors al normal al nord-oest del Pacífic i als Grans Llacs occidentals. A través de l'Atlàntic Nord, el corrent en Jet és més fort del normal, la qual cosa dirigeix els sistemes més forts amb una major precipitació cap a Europa.

### Dust Bowl
L'evidència suggereix que el corrent en Jet va ser almenys en part responsable de les condicions de sequera generalitzades durant la Dust Bowl de la dècada de 1930 al mig oest dels Estats Units. Normalment, el corrent en Jet flueix cap a l'est sobre el golf de Mèxic i gira cap al nord agafant humitat i abocant la pluja a les Grans Planes. Durant el Dust Bowl, el corrent en Jet es va debilitar i va canviar de rumb viatjant més al sud del normal. Això va deixar de precipitacions les Grans Planes i altres zones del mig oest, provocant condicions de sequera extraordinàries.

## Alteracions climàtiques a llarg termini

Meandres (ones de Rossby) del corrent en jet polar de l'hemisferi nord que es desenvolupa (a), (b). Formació d'una "gota freda" (c). Taronja: masses d'aire més càlides; rosa: corrent en Jet.

Des de principis dels anys 2000, els models climàtics han identificat constantment que l'escalfament global impulsarà gradualment els corrents en Jet cap als pols. El 2008, això va ser confirmat per proves observacionals, que van demostrar que des de 1979 fins a 2001, el corrent en jet del nord es va moure cap al nord a una velocitat mitjana de 2.01 quilometres (1.25 mi) per any, amb una tendència similar al corrent en Jet de l'hemisferi sud. Els científics del clima han plantejat la hipòtesi que el corrent en Jet també es debilitarà gradualment com a conseqüència de l'escalfament global. Tendències com la disminució del gel marí de l'Àrtic, la reducció de la coberta de neu, els patrons d'evapotranspiració i altres anomalies meteorològiques han fet que l'Àrtic s'escalfi més ràpidament que altres parts del globus, en el que es coneix com l'amplificació de l'Àrtic. El 2021-2022, es va trobar que des de 1979, l'escalfament dins del cercle polar àrtic ha estat gairebé quatre vegades més ràpid que la mitjana mundial, i alguns punts calents de la zona del mar de Barents es van escalfar fins a set vegades més ràpid que la mitjana mundial. Tot i que l'Àrtic continua sent un dels llocs més freds de la Terra avui dia, el gradient de temperatura entre ell i les parts més càlides del globus continuarà disminuint amb cada dècada d'escalfament global com a resultat d'aquesta amplificació. Si aquest gradient té una forta influència en el corrent en Jet, aleshores es tornarà més feble i més variable en el seu curs, cosa que permetria que més aire fred del vòrtex polar s'escapés a les latituds mitjanes i alentirà la progressió de les ones de Rossby, donant lloc a temps més persistent i més extrem.
La hipòtesi anterior està estretament associada amb Jennifer Francis, que l'havia proposat per primera vegada en un article de 2012 en coautor de Stephen J. Vavrus. Tot i que algunes reconstruccions del paleoclima han suggerit que el vòrtex polar es torna més variable i provoca un clima més inestable durant els períodes d'escalfament l'any 1997, això es va contradir amb el modelatge climàtic, amb simulacions de PMIP2 que van trobar el 2010 que l'oscil·lació de l'Àrtic era molt més feble i més negatiu durant l'últim màxim glacial, i suggereix que els períodes més càlids tenen una fase positiva més forta AO i, per tant, fuites menys freqüents de l'aire del vòrtex polar. No obstant això, una revisió de 2012 al Journal of the Atmospheric Sciences va assenyalar que "hi ha hagut un canvi significatiu en l'estat mitjà del vòrtex durant el segle XXI, donant lloc a un vòrtex més feble i pertorbat", que contradeia els resultats del modelatge però s'ajustava a la hipòtesi de Francis-Vavrus. A més, un estudi del 2013 va assenyalar que l'actual CMIP5 tendia a subestimar fortament les tendències de bloqueig d'hivern, i altres investigacions del 2012 havien suggerit una connexió entre la disminució del gel marí de l'Àrtic i les fortes nevades durant els hiverns de latitud mitjana.
El 2013, més investigacions de Francis van connectar les reduccions del gel marí àrtic amb el clima extrem d'estiu a les latituds mitjanes del nord, mentre que altres investigacions d'aquell any van identificar possibles vincles entre les tendències del gel marí àrtic i les pluges més extremes a l'estiu europeu., En aquell moment, també es va suggerir que aquesta connexió entre l'amplificació de l'Àrtic i els patrons de corrent en Jet va estar implicada en la formació de l'huracà Sandy i va tenir un paper en l'onada de fred nord-americana de principis de 2014 ] El 2015, el següent estudi de Francis va concloure que els patrons de corrent en Jet altament amplificats s'estan produint amb més freqüència en les dues últimes dècades. Per tant, les emissions contínues de atrapament de calor afavoreixen una major formació d'esdeveniments extrems causats per condicions meteorològiques prolongades.
Els estudis publicats el 2017 i el 2018 van identificar els patrons d'aturada de les ones de Rossby al corrent en Jet de l'hemisferi nord com el culpable d'altres esdeveniments meteorològics extrems gairebé estacionaris, com l'onada de calor europea del 2018, l'onada de calor europea del 2003, l'onada de calor russa del 2010 o l'onada de calor del Pakistan del 2010. inundacions, i va suggerir que tots aquests patrons estaven connectats amb l'amplificació de l'Àrtic. Un treball posterior de Francis i Vavrus aquell any va suggerir que l'escalfament àrtic amplificat s'observa com més fort a les zones atmosfèriques més baixes perquè el procés d'expansió de l'aire més càlid augmenta els nivells de pressió que disminueix els gradients d'alçada geopotencial cap als pols. Com que aquests gradients són el motiu que provoquen els vents d'oest a est a través de la relació de vent tèrmic, les velocitats decreixents se solen trobar al sud de les zones amb augments de geopotencial. El 2017, Francis va explicar les seves troballes a Scientific American : "S'està transportant molt més vapor d'aigua cap al nord per grans oscil·lacions del corrent en jet. Això és important perquè el vapor d'aigua és un gas d'efecte hivernacle igual que el diòxid de carboni i el metà. Atrapa la calor a l'atmosfera. Aquest vapor també es condensa com a gotes que coneixem com a núvols, que ells mateixos atrapen més calor. El vapor és una gran part de la història de l'amplificació, una gran raó per la qual l'Àrtic s'escalfa més ràpid que en qualsevol altre lloc."
En un estudi de 2017 realitzat pel climatòleg Dr. Judah Cohen i diversos dels seus associats de recerca, Cohen va escriure que "[el] canvi en els estats de vòrtex polar pot explicar la majoria de les tendències de refredament hivernal recents a les latituds mitjanes eurasiàtiques". Un article del 2018 de Vavrus i altres va relacionar l'amplificació de l'Àrtic amb extrems secs i calorosos més persistents durant els estius de latitud mitjana, així com el refredament continental d'hivern de latitud mitjana. Un altre article de 2017 estimava que quan l'Àrtic experimenta un escalfament anòmal, la producció primària a Amèrica del Nord es redueix entre un 1% i un 4% de mitjana, i alguns estats pateixen pèrdues de fins a un 20%. Un estudi del 2021 va trobar que una interrupció del vòrtex polar estratosfèric està relacionada amb un clima hivernal extremadament fred a parts d'Àsia i Amèrica del Nord, inclosa l'onada de fred nord-americana del febrer de 2021. Un altre estudi del 2021 va identificar una connexió entre la pèrdua de gel marí de l'Àrtic i l'augment de la mida dels incendis forestals a l'oest dels Estats Units.
Tanmateix, com que les observacions específiques es consideren observacions a curt termini, hi ha una incertesa considerable en les conclusions. Les observacions de climatologia requereixen diverses dècades per distingir definitivament diverses formes de variabilitat natural de les tendències climàtiques. Aquest punt va ser subratllat per les revisions el 2013 i el 2017. Un estudi del 2014 va concloure que l'amplificació de l'Àrtic va disminuir significativament la variabilitat de la temperatura de l'estació freda a l'hemisferi nord en les últimes dècades. L'aire fred de l'Àrtic s'introdueix a les latituds més baixes més càlides avui dia durant la tardor i l'hivern, una tendència que es preveu que continuï en el futur excepte durant l'estiu, cosa que posa en dubte si els hiverns portaran més extrems de fred. Una anàlisi del 2019 d'un conjunt de dades recollides de 35.182 estacions meteorològiques d'arreu del món, incloses 9.116 els registres de les quals van més enllà dels 50 anys, va trobar una forta disminució de les ones fredes de latitud mitjana nord des dels anys vuitanta.
Posteriorment, una sèrie de dades observacionals a llarg termini recollides durant la dècada de 2010 i publicades a la dècada de 2020 ara suggereixen que la intensificació de l'amplificació de l'Àrtic des de principis de la dècada de 2010 no estava relacionada amb canvis significatius en els patrons atmosfèrics de latitud mitjana. La investigació de modelització d'última generació de PAMIP (Projecte d'intercomparació de models d'amplificació polar) va millorar amb les troballes del PMIP2 de 2010; que va trobar que la disminució del gel marí debilitaria el corrent en Jet i augmentaria la probabilitat de bloqueig atmosfèric, però la connexió va ser molt menor, i normalment insignificant al costat de la variabilitat interanual. El 2022, un estudi de seguiment va trobar que, si bé la mitjana PAMIP probablement havia subestimat el debilitament causat per la disminució del gel marí en 1,2 o 3 vegades, fins i tot la connexió corregida encara representa només el 10% de la variabilitat natural del corrent en Jet.
A més a més, un estudi del 2021 va trobar que, si bé els corrents en Jet s'havien desplaçat lentament cap als pols des del 1960, tal com preveien els models, no es van afeblir, malgrat un petit augment de l'ondulació. Una reanàlisi de 2022 de les dades d'observació de l'aeronau recollides durant el període 2002-2020 va suggerir que el corrent en Jet de l'Atlàntic Nord s'havia reforçat. Finalment, un estudi del 2021 va poder reconstruir els patrons de corrent en Jet durant els darrers 1.250 anys basant-se en nuclis de gel de Groenlàndia i va trobar que tots els canvis observats recentment es mantenen dins del rang de variabilitat natural: el primer moment probable de divergència és el 2060, sota la Via representativa de la concentració 8.5 que implica una acceleració contínua de les emissions de gasos d'efecte hivernacle.

## Altres jets de nivell superior

### Jet de nit polar
El corrent en Jet de nit polar es forma principalment durant els mesos d'hivern quan les nits són molt més llargues, per tant les nits polars, als seus respectius hemisferis a uns 60° de latitud. El Jet nocturn polar es mou a una alçada més gran (uns 24,000 metres (80,000 ft)) que durant l'estiu. Durant aquests mesos foscos, l'aire alt sobre els pols es torna molt més fred que l'aire sobre l'equador. Aquesta diferència de temperatura dona lloc a diferències extremes de pressió atmosfèrica a l'estratosfera que, combinades amb l'efecte Coriolis, creen els Jets nocturns polars, que corren cap a l'est a una altitud d'uns 48 quilometres (30 mi). El vòrtex polar està envoltat pel Jet nocturn polar. L'aire més càlid només es pot moure per la vora del vòrtex polar, però no entrar-hi. Dins del vòrtex, l'aire polar fred es torna cada cop més fred sense que l'aire més càlid de latituds inferiors ni l'energia del Sol entra durant la nit polar.

## Jets de baix nivell
Hi ha màxims de vent a nivells més baixos de l'atmosfera que també s'anomenen Jets.

### Jet de barrera
Un jet de barrera als nivells baixos es forma just aigües amunt de les cadenes muntanyoses, amb les muntanyes forçant el jet a orientar-se paral·lel a les muntanyes. La barrera de muntanya augmenta la força del vent de baixa cota en un 45 per cent. A les Grans Planes d'Amèrica del Nord, un jet de baix nivell al sud ajuda a alimentar l'activitat de tempestes durant la nit durant l'estació càlida, normalment en forma de sistemes convectius de mesoescala que es formen durant les hores nocturnes. Un fenomen similar es desenvolupa a Austràlia, que arrossega la humitat cap als pols des del mar del Coral cap a mínims de tall que es formen principalment a les parts del sud-oest del continent.

### Jet litoral
Els jets de baix nivell costaners estan relacionats amb un fort contrast entre les altes temperatures sobre la terra i les temperatures més baixes sobre el mar i tenen un paper important en el clima costaner, donant lloc a forts vents paral·lels a la costa. La majoria dels jets costaners estan associats amb els sistemes d'alta pressió oceànica i les baixes tèrmiques sobre la terra. Aquests jets es troben principalment al llarg dels corrents marins freds de la frontera oriental, a les regions d'aflorament a la costa de Califòrnia, Perú-Xile, Benguela, Portugal, Canàries i Austràlia Occidental, i a la costa del Iemen-Oman.

### Jet de sortida de vall
Un Jet de sortida de vall és un fort corrent d'aire elevat, de baixada, que emergeix per sobre de la intersecció d'una vall i la seva plana adjacent. Aquests vents sovint arriben a velocitats de fins a 20 m/s (72 km/h; 45 mph) a altures de 40–200 m (130–660 peus) per sobre del terra. Els vents superficials per sota del jet tendeixen a ser substancialment més febles, fins i tot quan són prou forts per moure la vegetació.
És probable que els jets de sortida de vall es trobin a les regions de la vall que presenten sistemes de vent de muntanya diürns, com els de les serralades seques dels EUA. Les valls profundes que acaben bruscament en una plana es veuen més impactades per aquests factors que les que gradualment es tornen menys profundes a mesura que augmenta la distància cap avall.

### Jet oriental africà
El Jet oriental africà de nivell mitjà es produeix durant l'estiu de l'hemisferi nord entre els 10° N i els 20° N per sobre de l'Àfrica occidental, i el Jet nocturn de baix nivell cap als pols es produeix a les Grans Planes de l'est i Sud-àfrica. Es considera que el corrent en Jet de l'est d'Àfrica de baix nivell té un paper crucial en el monsó del sud-oest d'Àfrica, i ajuda a formar les ones tropicals que es mouen a través de l'Atlàntic tropical i l'oceà Pacífic oriental durant l'estació càlida. La formació de la baixa tèrmica sobre el nord d'Àfrica condueix a un corrent en Jet d'oest de baix nivell de juny a octubre.

### Altres planetes
L'atmosfera de Júpiter té múltiples corrents en Jet, causades per les cèl·lules de convecció que formen la familiar estructura de color en bandes de Júpiter, aquestes cèl·lules de convecció són impulsades per l'escalfament intern. Els factors que controlen el nombre de corrents en Jet en una atmosfera planetària és una àrea activa de recerca en meteorologia dinàmica. En els models, a mesura que s'augmenta el radi planetari, mantenint tots els altres paràmetres fixos, el nombre de corrents en Jet disminueix.